# Andrej Križaj
Andrej Križaj (* 11. September 1986 in Žirovnica) ist ein ehemaliger slowenischer Skirennläufer. Er war vor allem in der Kombination, im Super-G und in der Abfahrt erfolgreich.

## Karriere
Križaj bestritt sein erstes FIS-Rennen im Dezember 2001 im Alter von 15 Jahren und startete zwei Jahre später erstmals im Europacup. International auf sich aufmerksam machte er bei den Juniorenweltmeisterschaften 2005 in Bardonecchia, wo er im Super-G den vierten Platz erreichte. Im Januar 2006 gab Križaj bei der Super-Kombination von Wengen sein Debüt im Weltcup und holte auf Anhieb mit Platz 30 seinen ersten und bisher einzigen Weltcuppunkt. Im Dezember 2006 kam er ein zweites Mal im Weltcup zum Einsatz, blieb aber weit außerhalb der Punkteränge.
Im Europacup erreichte der Slowene erst ab der Saison 2007/08 gute Platzierungen. In der Super-Kombination von Zauchensee am 21. Dezember erreichte er den dritten Platz und belegte in den beiden weiteren Super-Kombinationen dieser Saison jeweils Rang sechs. Damit kam er in der Disziplinenendwertung auf den dritten Platz. Im Januar und Februar 2008 hatte Križaj seine nächsten drei Einsätze im Weltcup, einziges Resultat war dabei ein 34. Rang in der Super-Kombination von Val-d’Isère. In der Saison 2008/09 ging er bei insgesamt acht Weltcuprennen an den Start, konnte aber nur zwei Rennen mit Platzierungen jenseits der 50 beenden.
Am 4. Dezember 2009 fuhr Križaj mit Platz 28 in der Super-Kombination von Beaver Creek nach fast vier Jahren zum zweiten Mal in die Weltcup-Punkteränge. Sein bisher bestes Weltcupergebnis ist der 19. Platz im Super-G von Gröden am 18. Dezember 2009. Bei den Olympischen Winterspielen 2010 in Vancouver belegte er Platz 33 im Riesenslalom und Rang 37 in der Abfahrt. Im Super-G und in der Super-Kombination kam er nicht ins Ziel.

## Erfolge

### Olympische Spiele
- Vancouver 2010: 33. Riesenslalom, 37. Abfahrt

### Juniorenweltmeisterschaften
- Bardonecchia 2005: 4. Super-G, 11. Abfahrt, 12. Riesenslalom

### Weltcup
- 1 Platzierung unter den besten 20

### Europacup
- Dritter Platz in der Super-Kombinations-Wertung in der Saison 2007/08
- 3 Podestplätze, davon 1 Sieg:

| Datum          | Ort    | Land    | Disziplin |
| -------------- | ------ | ------- | --------- |
| 7. Januar 2011 | Wengen | Schweiz | Super-G   |

### Weitere Erfolge
- Slowenischer Juniorenmeister in der Abfahrt 2006